# Hispano-Americanos na Segunda Guerra Mundial
Hispano-Americanos, também referidos como latinos, estiveram presentes em todos os elementos das forças armadas americanas na Segunda Guerra Mundial. Eles lutaram em cada grande batalha americana na guerra. Entre 250.000 e 500.000 Hispano-Americanos estiveram nas Forças Armadas dos Estados Unidos durante a Segunda Guerra Mundial, em um total de 12.000.000, constituindo de 2,3% a 4,7% das Forças Armadas dos EUA. O número exato é desconhecido pois, no momento, os hispânicos não foram classificados separadamente, mas incluídos na contagem do censo da população branca em geral. Estatísticas separadas foram mantidas para afro-americanos e asiáticos americanos 
Em 7 de dezembro de 1941, quando os Estados Unidos entraram oficialmente a guerra, hispano-americanos estavam entre os muitos cidadãos americanos que se juntaram ao Exército, a Marinha e ao Corpo de Fuzileiros Navais dos Estados Unidos como voluntários ou através da Conscrição. Os hispânicos não serviram apenas como combatentes ativos nos Teatros Pacífico e Europeu, mas também serviram na frente interna como civis.
Centenas de mulheres hispânicas se juntaram ao Women's Army Corps (WAC) e ao WAVES (mulheres aceitas para serviços de urgências voluntário), servindo como enfermeiras em posições administrativas. Muitas trabalharam em funções tradicionalmente masculinas em plantas de manufaturas que produziam munições e material, substituindo homens que estavam distantes (na guerra).